# Mimotambusa mabokensis
Mimotambusa mabokensis är en skalbaggsart som beskrevs av Stefan von Breuning och Teocchi 1973. Mimotambusa mabokensis ingår i släktet Mimotambusa och familjen långhorningar. Inga underarter finns listade i Catalogue of Life.